# Laufkatze

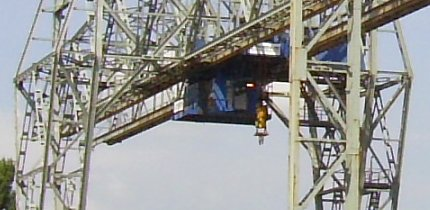
Laufkatze mit Führerhaus an einem Kran in den Hafenanlagen von Nordenham

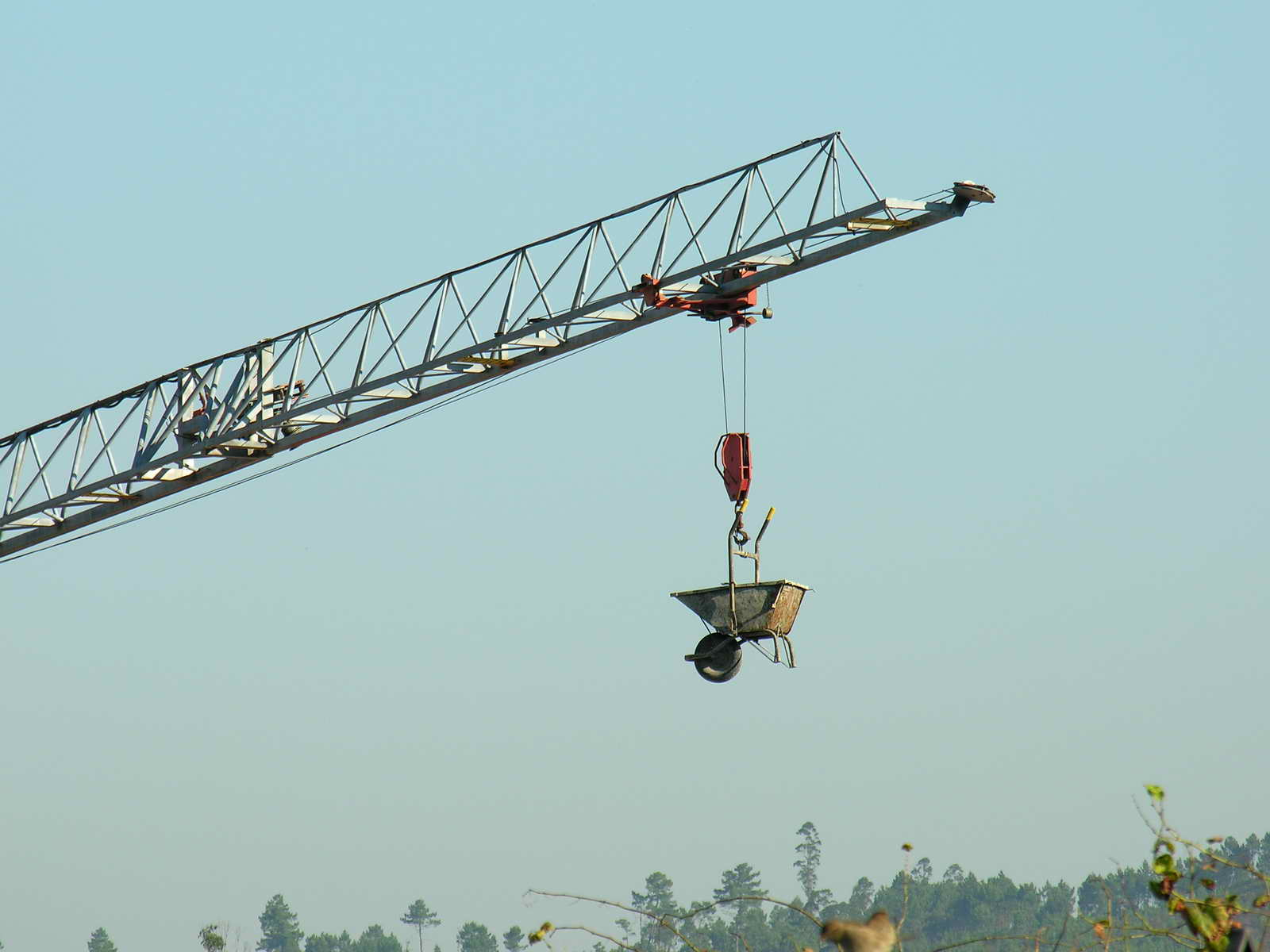
Ausleger mit Laufkatze

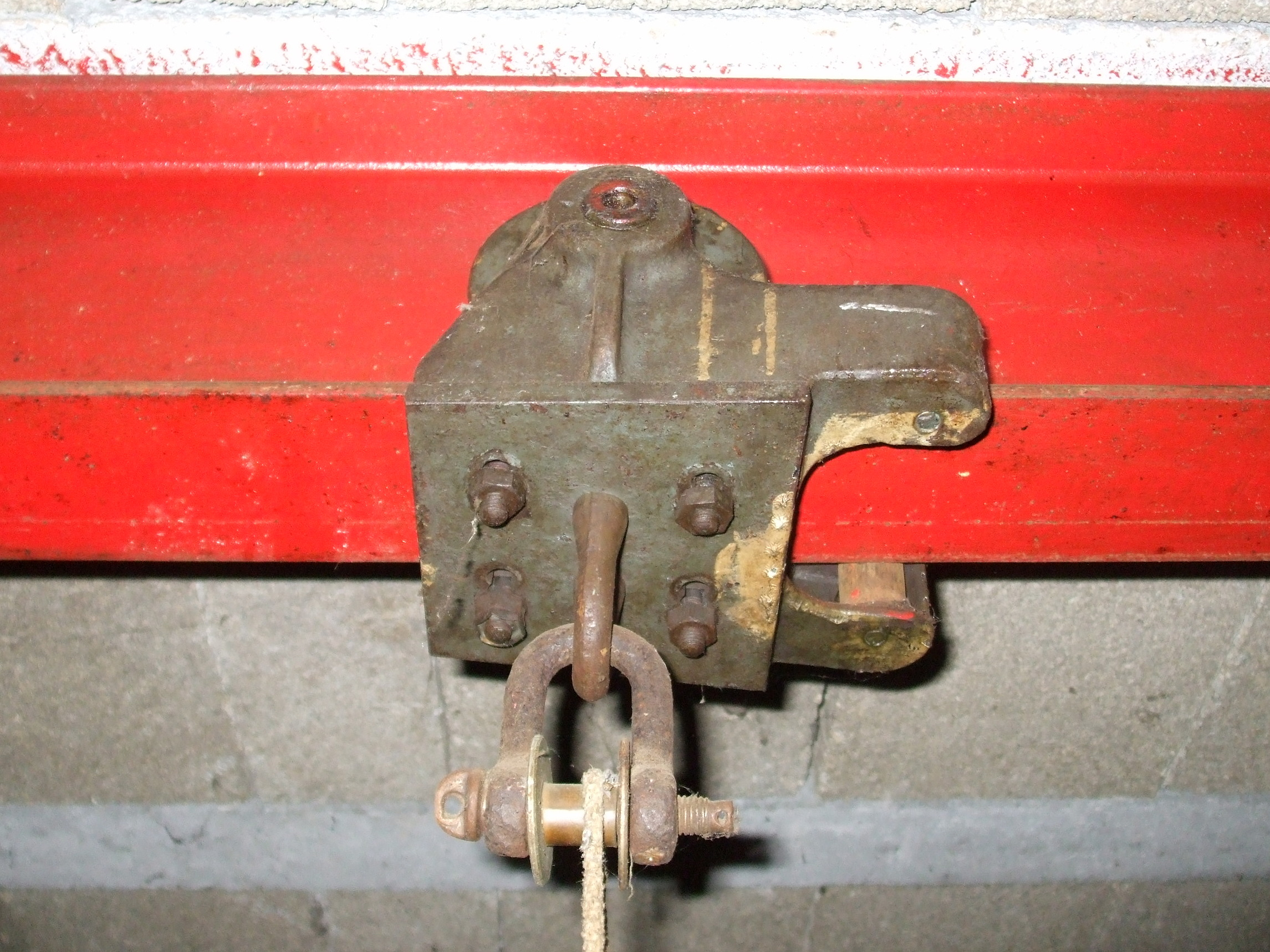
Laufkatze an einem Doppel-T-Träger

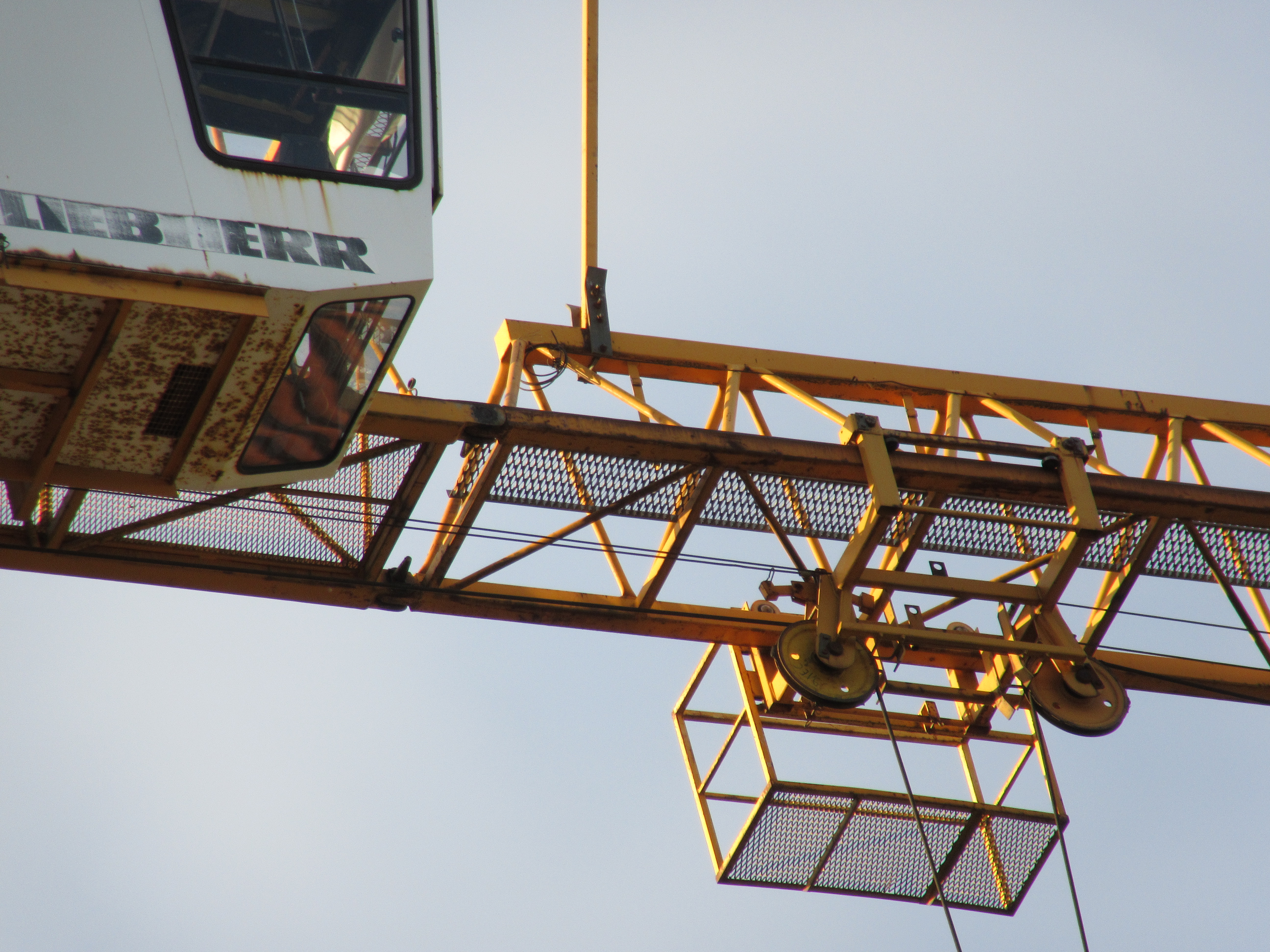
Laufkatze eines Turmdrehkranes

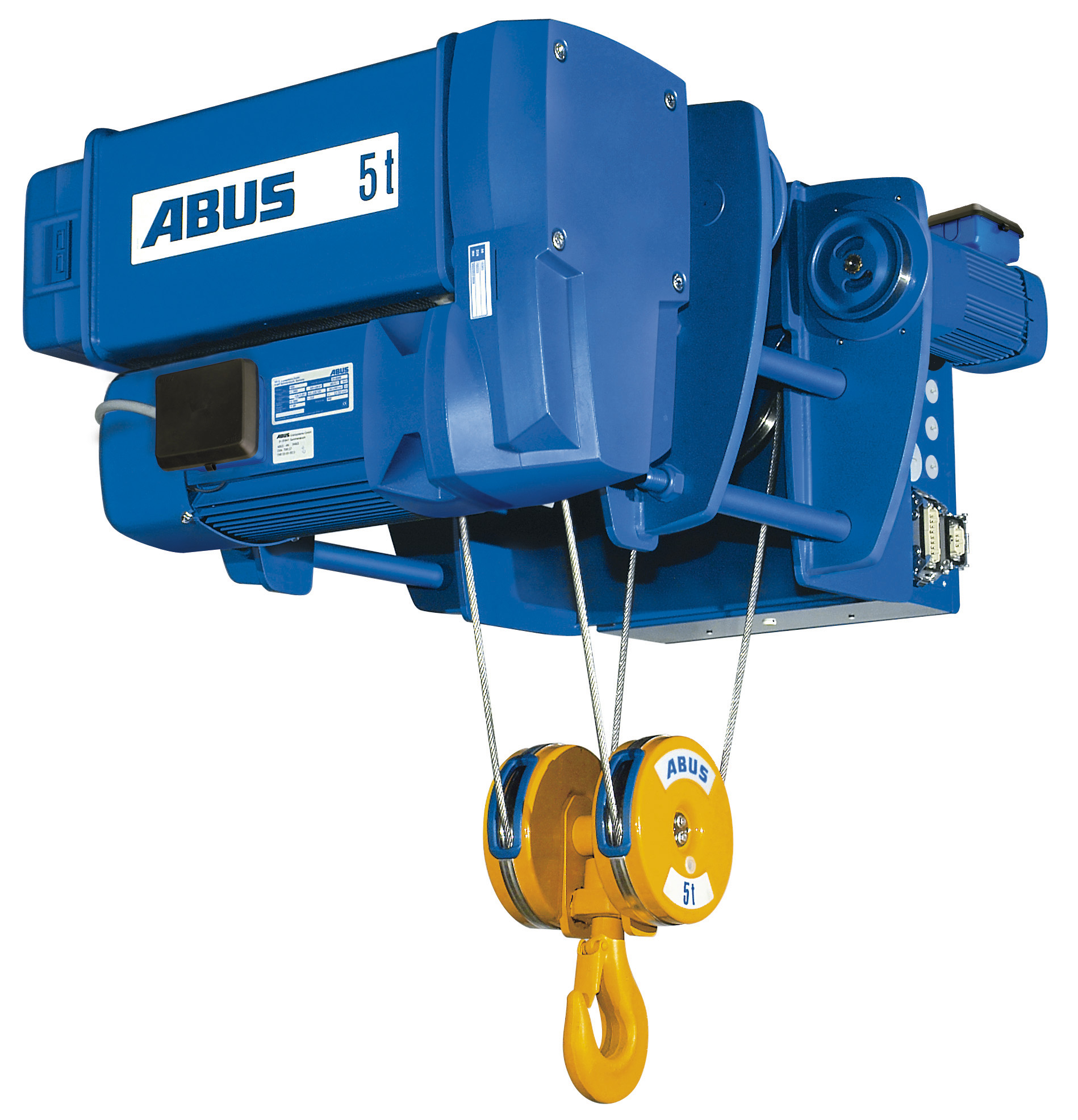
Einschienenkatze als Elektroseilzug

Eine Laufkatze, manchmal auch Krankatze genannt, ist ein bewegliches Kranbauteil bei zahlreichen Kranbauarten zur (lastaufnahmeseitigen) Veränderung der Lage des Hubseils. Je nach Bauart trägt die Laufkatze eine oder mehrere Umlenkrollen für das Hubseil oder direkt das Hubwerk. Laufkatzen sind entlang eines Trägers verfahrbar. Der Träger ist stationär oder beweglich ausgeführt. Ihren Namen erhielten sie wahrscheinlich durch die Fähigkeit von Katzen, auf hochliegenden Mauern oder Trägern zu balancieren und sich dort schnell und sicher zu bewegen.
Die Lage der Laufkatze wird je nach Krantyp durch einen eigenen Antrieb oder extern beispielsweise durch einen Seilzug verändert. Sie sind in der Regel als unbemannte Fahrzeuge konzipiert, können aber auch mit einem angehängten Führerhaus für das Bedienpersonal versehen sein, insbesondere bei Hafenkranen, bei denen die Be- und Entladetätigkeit über Schiffen beobachtet werden muss.
Laufkatzen an Kranen gibt es abhängig vom Träger in verschiedenen Anwendungstypen:
Einschienenkatze
Die Katze fährt auf den Unterflanschen eines Einträgerkrans und muss daher an die Flanschbreite angepasst sein. Einen möglichst hohen Hakenweg erreicht man mit der kurzen Bauhöhe von Einschienenkatzen. Bei Unterflanschkatzen hingegen hängt die Katze unter dem Kranträger. Hier sind üblicherweise Hubwerk mit Flaschenzug und elektrischem Fahrantrieb zu einem Elektroseilzug kombiniert.
Zweischienenkatze
Die Katze hängt zwischen den Unterflanschen der beiden Träger eines Zweiträgerkrans oder fährt oberhalb auf den beiden Trägern und muss daher an die Spurweite – den Abstand zwischen den Unterflanschen beider Träger – angepasst sein.
Kleinere Laufkatzen (oder Rollfahrwerke) bis fünf Tonnen werden auch oft als Tragemittel für Kettenhebezeuge (zum Beispiel Elektrokettenzug) eingesetzt. Hier wird die Laufkatze bewegt, indem an der Last oder am Haken des Kettenzuges gezogen wird und die Katze am Träger automatisch mitrollt. Ebenso gibt es auch Haspellaufkatzen, die über eine Bedienkette und ein Haspelfahrwerk auf dem Träger bewegt werden.
Mitunter werden Laufkatzen heute nach dem Baukastenprinzip aufgebaut. 